# Yowlys Bonne
Yowlys Bonne Rodríguez (Guantánamo, 2 novembre 1983) è un lottatore cubano.
Campione mondiale nel 2018 nella categoria fino a 61 kg, ha disputato le Olimpiadi di Londra 2012 e i successivi Giochi di Rio de Janeiro 2016.

## Palmarès
- Mondiali

Tashkent 2014: bronzo nei 61 kg.
Parigi 2017: bronzo nei 61 kg.
Budapest 2018: oro nei 61 kg.
- Giochi panamericani

Guadalajara 2011: bronzo nei 60 kg.
Toronto 2015: oro nei 57 kg.
- Campionati panamericani

Città del Guatemala 2005: oro nei 60 kg.
Colorado Springs 2012: oro nei 60 kg.
Frisco 2016: bronzo nei 65 kg.